# 喜界町立早町中学校
喜界町立早町中学校（きかいちょうりつ そうまちちゅうがっこう）は、鹿児島県大島郡喜界町大字塩道にあった町立中学校。喜界島に所在した。

## 沿革
- 1948年4月4日 - 開校
- 2012年3月31日 - 町内の3中学校を統合し喜界町立喜界中学校が新設されるのに伴い閉校。

## 校区
- 早町
- 志戸桶
- 阿伝
- 蒲生
- 花良治
- 小野津
- 塩道
- 白水
- 嘉鈍

## 卒業後の進路
喜界町内の鹿児島県立喜界高等学校に進学する生徒が多かった。奄美大島の鹿児島県立大島高等学校や、本土の鹿児島市にある鹿児島城西高等学校などに出る生徒もあった。